# Lelu (album)
Lelu (in finlandese: "Giocattolo") è il secondo album di studio di Sanni, pubblicato il 24 aprile 2015 attracerso la Warner Music Finland. L'album è stato prodotto da Henri Salonen.
Dall'album sono stati estratti due singoli: il primo, 2080-luvulla, è stato pubblicato il 13 febbraio 2015 e ha raggiunto la prima posizione nella classifica dei singoli più scaricati e più trasmessi in radio mentre il secondo, Pojat, è stato pubblicato nel maggio 2015 e prevede la partecipazione del rapper finlandese Tippa-T.
A giugno 2015 Lelu è diventato disco d'oro in Finlandia.
L'album è entrato nella classifica degli album più venduti, raggiungendo la prima posizione.

## Tracce
Testi e musiche di Hank Solo e Sanni Kurkisuo.
1. Lelu – 3:45
2. 2080-luvulla – 4:17
3. Pojat (feat. Tippa-T) – 3:23
4. Supernova – 4:52
5. Mitä jos ne näkee – 4:12
6. Lapsi Heurekassa – 3:59
7. Isin tyttö – 4:25
8. Lauantai-iltana – 3:53
9. Kokaiini – 3:58
10. Soita mua (S&M) – 2:55

## Classifica
| Classifica | Massima posizione |
| ---------- | ----------------- |
| Finlandia  | 1                 |